# Chiloeches
Chiloeches – gmina w Hiszpanii, w prowincji Guadalajara, w Kastylii-La Mancha, o powierzchni 45,4 km². W 2011 roku gmina liczyła 3179 mieszkańców.